# Jastrzygowice
Jastrzygowice (deutsch Jastrzigowitz, auch Jastrzygowitz) ist eine Ortschaft in Oberschlesien. Der Ort liegt in der Gmina Gorzów Śląski (Landsberg O.S.) im Powiat Oleski (Kreis Rosenberg) der Woiwodschaft Oppeln in Polen.

## Geographie

### Geographische Lage
Das Straßendorf Jastrzygowice liegt fünf Kilometer südöstlich vom Gemeindesitz Gorzów Śląski (Landsberg O.S.), 21 Kilometer nordwestlich von der Kreisstadt Olesno (Rosenberg) und rund 60 Kilometer nordöstlich von der Woiwodschaftshauptstadt Opole (Oppeln). Der Ort liegt in der Wyżyna Woźnicko-Wieluńska (Woischnik-Wieluń Hochland) innerhalb der Próg Herbski (Herbyer Schwelle). Westlich des Dorfes verläuft in Nord-Süd-Richtung die Woiwodschaftsstraße DW 487. Westlich des Dorfes erstreckt sich ein weitläufiges Waldgebiet. Nördliches des Dorfes fließt die Prosna, ein linker Nebenfluss der Warthe. Diese bildete bis 1945 die Grenze zwischen dem Deutschen Reich und Polen.

### Nachbarorte
Nachbarorte von Pakoszów sind im Norden Wygiełdów, im Südosten Kostellitz (poln. Kościeliska) und im Süden Skrońsko (dt. Skronskau).

## Geschichte

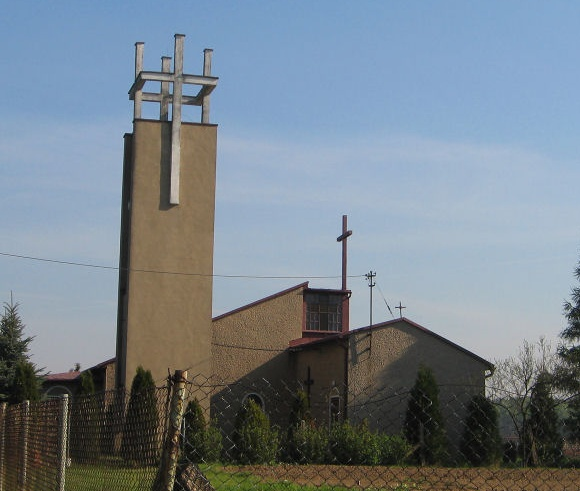
Johanneskirche

Der Ort wurde 1419 erstmals als Hertwigowicze erwähnt. 
Nach dem Ersten Schlesischen Krieg 1742 fiel Jastrzigowitz mit dem größten Teil Schlesiens an Preußen.
Nach der Neuorganisation der Provinz Schlesien gehörte die Landgemeinde Jastrzigowitz ab 1816 zum Landkreis Rosenberg O.S. im Regierungsbezirk Oppeln. 1845 bestanden im Dorf eine katholisch Schule, eine Brauerei, eine Brennerei, eine Bleiche und 52 Häuser. Im gleichen Jahr lebten in Jastrzigowitz 402 Menschen, davon 18 evangelisch. 1861 zählte der Ort 23 Bauern, 3 Gärtner und 22 Häusler. Weiterhin zählte der Ort drei Mühlen. 1874 wird der Amtsbezirk Skronskau gegründet, zu dem Jastrzigowitz eingegliedert wird.
In Meyers Orts- und Verkehrs-Lexikon des Deutschen Reichs von 1912 werden für Jastrzigowitz drei Mühlen aufgeführt: Jenschmühle (Kaltwassermühle, Zimnowodamühle), Paprotnymühle und die Mühle Wieczorek (Mokrosmühle, Gollormühle). Bei der Volksabstimmung in Oberschlesien am 20. März 1921 stimmten 162 Wahlberechtigte für einen Verbleib bei Deutschland und 119 für Polen. Jastrzigowitz verblieb beim Deutschen Reich. Aus dem Jahr 1927 ist für Jastrzygowice die Elektrizitätsgenossenschaft, e.G.m.b.H. bekannt. Am 26. Februar 1936 wurde der Ort in Hartwigsdorf umbenannt. Am 1. April 1939 wurde Hartwigsdorf nach Hedwigstein eingemeindet. Bis 1945 befand sich der Ort im Landkreis Rosenberg O.S.
1945 kam der bisher deutsche Ort unter polnische Verwaltung, wurde der Woiwodschaft Schlesien angeschlossen und Jastrzygowice umbenannt. 1950 kam der Ort zur Woiwodschaft Oppeln und 1975 zur Woiwodschaft Tschenstochau. 1985 wurde die Johanneskirche erbaut. 1999 kam der Ort zum wiedergegründeten Powiat Oleski und wieder zur Woiwodschaft Oppeln.

### Ortsnamen
Folgende Ortsnamen sind für Jastrzigowitz belegt:

Hertwigowicze (1419)

Hartwigowicze (1423)

Hertvigouicze (1479)

Jastrzigowitz/Jastrzygowitz (bis 26. Februar 1936)

Hartwigsdorf (1936–1945)

Jastrzygowice (seit 1945)

### Einwohnerentwicklung
1845: 402 Einwohner

1912: 448 Einwohner

1925: 411 Einwohner

1933: 446 Einwohner

2011: 310 Einwohner

2013: 318 Einwohner

## Sehenswürdigkeiten
- Die römisch-katholische Johanneskirche (poln. Kościół Narodzenia św. Jana Chrzciciel) wurde 1985 erbaut. Sie ist eine Filiale der Pfarrei Mariä Geburt in Kostellitz (poln. Parafia Narodzenia NMP w Kościeliskach).
- Das neogotische Schloss Jastrzigowitz (poln. Dwór w Jastrzygowicach) wurde in der zweiten Hälfte des 19. Jahrhunderts erbaut. Es liegt südwestlich des Dorfes an einem Wald. Das zweigeschossige Backsteingebäude befindet sich heute im Privatbesitz.[12]

## Söhne und Töchter des Ortes
- Jan Nikodem Jaroń (* 1881; † 1922), bekannter Dichter
- Franz Welczek (* 1825; † 1901), Königlicher Kanzleirat, Stadtverordnetenvorsteher und Ehrenbürger der Stadt Kreuzburg O.S.